# Renato Carosone
Renato Carosone (* 3. Januar 1920 in Neapel; † 20. Mai 2001 in Rom) war ein italienischer Sänger und Entertainer der Musikszene der 1950er Jahre. Er galt auch als moderner Interpret der Canzone Napoletana, der neapolitanischen Liedertradition.

## Werke (Auswahl)
Zu seinen bekanntesten Liedern zählen ’O suspiro, Torero, Tu vuò fà l’americano, Caravan Petrol, Pigliate ’na pastiglia, ’O Sarracino.
- Renato Carosone, Köln: EMI-Electrola, 2004
- Gondolì, gondolà, Zürich: Southern Music, 1962
- Pianofortissimo, München: Siegel, 1957
- Maruzzella, Berlin Edition Takt und Ton, 1957

Besonders sein Lied Tu Vuò Fà L’Americano wurde mit der Zeit immer wieder in Filmen und Coverversionen übernommen.
So war es zum Beispiel Bestandteil der Filmmusik des Talentierten Mr. Ripley und wurde außerdem im Jahr 2010 in der Coverversion der australischen Band Yolanda Be Cool unter dem Titel „We No Speak Americano“ weltbekannt. Im November 2024 erhielt er für 50.000 Verkäufe eine Goldene Schallplatte in Italien.

## Filmische Mitwirkung
In zahlreichen Filmen werden als Soundtrack seine Musikstücke gespielt. Zudem wirkte er auch als Schauspieler in
- Canciones de una vida, 1980, TV-Folge
- Caravan petrol (1960)
- Totò und Peppino (1958)
- Maruzzella (1956)